# Edgar Miranda
Edgar Juvencio Miranda (Villarrica, Guairá, 27 de julio de 1982) es un futbolista paraguayo. Juega de defensa y su actual equipo es el Club Aurora de la Liga de Fútbol Profesional Boliviano.
En septiembre de 2010, jugando con el  Aurora, dio positivo en la prueba de antidopaje. La sustancia hallada fue metabolitos de cocaína.

## Clubes
| Club             | País     | Año       |
| ---------------- | -------- | --------- |
| Sport Colombia   | Paraguay | 2004-2005 |
| 3 de Febrero     | Paraguay | 2006      |
| Cerro Porteño PF | Paraguay | 2006      |
| Sol de América   | Paraguay | 2007      |
| Sportivo Luqueño | Paraguay | 2008      |
| 3 de Febrero     | Paraguay | 2009      |
| Total Chalaco    | Perú     | 2010      |
| Aurora           | Bolivia  | 2010-     |